# Regione Metropolitana di Palmas
La Regione Metropolitana di Palmas è un'area metropolitana del Brasile, ubicata nello Stato del Tocantins, ufficialmente costituita nel 2013. Secondo le stime dell'IBGE aveva nel 2015 una popolazione di 455.261 abitanti.

## Comuni
Comprende 16 comuni:
- Aparecida do Rio Negro
- Barrolândia
- Brejinho de Nazaré
- Fátima
- Ipueiras
- Lajeado
- Miracema do Tocantins
- Miranorte
- Monte do Carmo
- Oliveira de Fátima
- Palmas
- Paraíso do Tocantins
- Porto Nacional
- Pugmil
- Silvanópolis
- Tocantínia